# Cazaux-Fréchet-Anéran-Camors
Cazaux-Fréchet-Anéran-Camors är en kommun i departementet Hautes-Pyrénées i regionen Occitanien i sydvästra Frankrike. Kommunen ligger i kantonen Bordères-Louron som tillhör arrondissementet Bagnères-de-Bigorre. År 2022 hade Cazaux-Fréchet-Anéran-Camors 65 invånare.

## Befolkningsutveckling
Antalet invånare i kommunen Cazaux-Fréchet-Anéran-Camors
| Referens: INSEE |